# Hier (BLØF)
"Hier" is de negende single van de Zeeuwse band BLØF, afkomstig van het album Watermakers.

## Tracklist
1. Hier 4:05
2. Duister 2:22

## Hitnoteringen

### Top 40
| "Hier" in de Nederlandse Top 40 -- binnen: 26-08-2000 | "Hier" in de Nederlandse Top 40 -- binnen: 26-08-2000 | "Hier" in de Nederlandse Top 40 -- binnen: 26-08-2000 | "Hier" in de Nederlandse Top 40 -- binnen: 26-08-2000 | "Hier" in de Nederlandse Top 40 -- binnen: 26-08-2000 | "Hier" in de Nederlandse Top 40 -- binnen: 26-08-2000 | "Hier" in de Nederlandse Top 40 -- binnen: 26-08-2000 | "Hier" in de Nederlandse Top 40 -- binnen: 26-08-2000 | "Hier" in de Nederlandse Top 40 -- binnen: 26-08-2000 | "Hier" in de Nederlandse Top 40 -- binnen: 26-08-2000 | "Hier" in de Nederlandse Top 40 -- binnen: 26-08-2000 |
| Week                                                  | 1                                                     | 2                                                     | 3                                                     | 4                                                     | 5                                                     | 6                                                     | 7                                                     | 8                                                     | 9                                                     | 10                                                    |
| ----------------------------------------------------- | ----------------------------------------------------- | ----------------------------------------------------- | ----------------------------------------------------- | ----------------------------------------------------- | ----------------------------------------------------- | ----------------------------------------------------- | ----------------------------------------------------- | ----------------------------------------------------- | ----------------------------------------------------- | ----------------------------------------------------- |
| Nummer                                                | 39                                                    | 18                                                    | 15                                                    | 17                                                    | 16                                                    | 18                                                    | 19                                                    | 27                                                    | 22                                                    | 34                                                    |

| "Hier" in de Nederlandse Single Top 100 -- binnen: 12-08-2000 | "Hier" in de Nederlandse Single Top 100 -- binnen: 12-08-2000 | "Hier" in de Nederlandse Single Top 100 -- binnen: 12-08-2000 | "Hier" in de Nederlandse Single Top 100 -- binnen: 12-08-2000 | "Hier" in de Nederlandse Single Top 100 -- binnen: 12-08-2000 | "Hier" in de Nederlandse Single Top 100 -- binnen: 12-08-2000 | "Hier" in de Nederlandse Single Top 100 -- binnen: 12-08-2000 | "Hier" in de Nederlandse Single Top 100 -- binnen: 12-08-2000 | "Hier" in de Nederlandse Single Top 100 -- binnen: 12-08-2000 | "Hier" in de Nederlandse Single Top 100 -- binnen: 12-08-2000 | "Hier" in de Nederlandse Single Top 100 -- binnen: 12-08-2000 | "Hier" in de Nederlandse Single Top 100 -- binnen: 12-08-2000 | "Hier" in de Nederlandse Single Top 100 -- binnen: 12-08-2000 | "Hier" in de Nederlandse Single Top 100 -- binnen: 12-08-2000 |
| Week                                                          | 1                                                             | 2                                                             | 3                                                             | 4                                                             | 5                                                             | 6                                                             | 7                                                             | 8                                                             | 9                                                             | 10                                                            | 11                                                            | 12                                                            | 13                                                            |
| ------------------------------------------------------------- | ------------------------------------------------------------- | ------------------------------------------------------------- | ------------------------------------------------------------- | ------------------------------------------------------------- | ------------------------------------------------------------- | ------------------------------------------------------------- | ------------------------------------------------------------- | ------------------------------------------------------------- | ------------------------------------------------------------- | ------------------------------------------------------------- | ------------------------------------------------------------- | ------------------------------------------------------------- | ------------------------------------------------------------- |
| Nummer                                                        | 100                                                           | 88                                                            | 85                                                            | 27                                                            | 19                                                            | 21                                                            | 28                                                            | 29                                                            | 35                                                            | 48                                                            | 56                                                            | 62                                                            | 78                                                            |

### NPO Radio 2 Top 2000
| Nummer met noteringen in de NPO Radio 2 Top 2000 | '14  | '15  | '16  | '17  | '18  | '19  | '20  | '21  | '22-'23 | '24  |
| ------------------------------------------------ | ---- | ---- | ---- | ---- | ---- | ---- | ---- | ---- | ------- | ---- |
| Hier                                             | 1653 | 1459 | 1781 | 1854 | 1649 | 1758 | 1931 | 1988 | -       | 1752 |

1. ↑  Een '-' betekent dat het nummer niet was genoteerd en een vetgedrukt getal geeft de hoogste notering aan.
2. ↑  2014 was het eerste jaar met een notering voor dit nummer.